# 新斯塔夫-達利尼
50°38′43″N 25°57′58″E / 50.64528°N 25.96611°E
新斯塔夫-達利尼（烏克蘭語：Новостав-Дальній），是烏克蘭西北部里夫内州里夫内区佐里亞市鎮的村落。始建於1587年，面積0.46平方公里，海拔高度186米，2001年人口167，人口密度每平方公里363人。